# Aignes
Aignes là một xã thuộc tỉnh Haute-Garonne trong vùng Occitanie tây nam Pháp. Xã nằm trên khu vực có độ cao trung bình 300 mét trên mực nước biển.